# Pablo Nieto
Pablo Nieto (Madrid, 1980. június 4. –) spanyol motorversenyző, a MotoGP 125 köbcentiméteres géposztályának korábbi tagja. A korábbi legendás versenyző, Ángel Nieto fia.
A 2008-as szezon végén úgy döntött, visszavonul, és menedzserként dolgozik tovább. Jelenleg az Onde 2000 királykategóriás csapatánál dolgozik, Sete Gibernau menedzsereként, aki a csapat egyetlen versenyzője.

## Statisztika
| Szezon   | Géposztály | Motor   | Versenyek | Győzelmek | Dobogó | Pole | Pont | Poz. |
| -------- | ---------- | ------- | --------- | --------- | ------ | ---- | ---- | ---- |
| 1998     | 125 cm³    | Aprilia | 1         | 0         | 0      | 0    | -    | -    |
| 1999     | 125 cm³    | Derbi   | 16        | 0         | 0      | 0    | 15   | 23.  |
| 2000     | 125 cm³    | Derbi   | 16        | 0         | 0      | 0    | 68   | 13.  |
| 2001     | 125 cm³    | Derbi   | 15        | 0         | 0      | 0    | 21   | 24.  |
| 2002     | 125 cm³    | Aprilia | 16        | 0         | 3      | 1    | 145  | 6.   |
| 2003     | 125 cm³    | Aprilia | 16        | 1         | 3      | 2    | 148  | 7.   |
| 2004     | 125 cm³    | Aprilia | 16        | 0         | 2      | 0    | 138  | 6.   |
| 2005     | 125 cm³    | Derbi   | 16        | 0         | 0      | 0    | 64   | 13.  |
| 2006     | 125 cm³    | Aprilia | 13        | 0         | 0      | 0    | 66   | 13.  |
| 2007     | 125 cm³    | Aprilia | 17        | 0         | 0      | 0    | 57   | 15.  |
| 2008     | 125 cm³    | KTM     | 16        | 0         | 0      | 0    | 25   | 21.  |
| Összesen |            |         | 142       | 1         | 8      | 3    | 722  |      |

## Külső hivatkozások
- Hivatalos weboldala Archiválva 2009. április 30-i dátummal a Wayback Machine-ben